# Kamma Rahbek

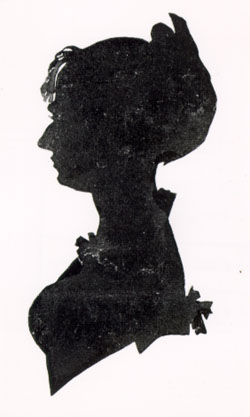
Silhouette von Kamma Rahbek (Franz Liborius Schmitz, 1805)

Karen Margrethe „Kamma“ Rahbek (geb. Heger; * 19. Oktober 1775 in Kopenhagen; † 21. Januar 1829 in Frederiksberg) war eine dänische Salonnière und Autorin einer umfangreichen Korrespondenz mit Persönlichkeiten des Goldenen Zeitalters in der dänischen Kulturgeschichte.

## Leben und Wirken
Rahbek war die Tochter des Rechtsassessors Hans Heger und seiner Ehefrau Anne Louise (geb. Drewsen). Sie hatte mehrere Geschwister, darunter der Bibliothekar Carl Heger sowie der Schauspieler und Schriftsteller Stephan Heger. Ihren Namen „Kamma“ verdankte sie ihrer jüngeren Schwester Christiane, die sie als kleines Kind so nannte. Rahbek zeigte sich schon in ihrer Kindheit vielseitig interessiert und begabt. Ihr Vater unterstützte sie in ihren Interessen und lehrte sie mehrere romanische Sprachen. Mit zehn Jahren konnte sie Englisch sprechen und nahm auch Zeichenunterricht bei dem jungen Bertel Thorvaldsen. Den Grund für ihre Religiosität legte die Konfirmationsvorbereitung bei Jacob Georg Christian Adler.
Am 31. August 1798 heiratete sie den Schriftsteller Knud Lyne Rahbek, mit dem sie sich 1796 verlobt hatte. Sie kauften ein Gebäude namens Bakkehuset, das heute ein Museum ist, in Frederiksberg und veranstalteten dort regelmäßige Abendgesellschaften, an denen unter anderem Adam Oehlenschläger (den ihre Schwester Christiane heiratete), Henrich Steffens, Jens Baggesen, Sophie Ørsted (Oehlenschlägers Schwester und Ehefrau des Politikers Anders Sandøe Ørsted), Poul Martin Møller, Nikolai Frederik Severin Grundtvig, Bernhard Severin Ingemann, Hans Christian Andersen und Peter Oluf Brøndsted teilnahmen. Während viele ihrer Gäste auch die Salons von Friederike Brun und Charlotte von Schimmelmann besuchten, wurde Bakkehuset in Rückblicken stets als Besonderheit hervorgehoben. Rahbek beherrschte unter anderem Deutsch und Französisch, in Bakkehuset sprach sie jedoch auf Dänisch, womit sie sich auch bewusst gegen die damalige deutsche Dominanz im Kulturleben Dänemarks stellte. Zeitweise veranstaltete sie auch eine kleine Kunstakademie in Bakkehuset, zu deren Teilnehmern Christine Løvmand und Christian Frederik Hansen gehörten.
Zwischen 1802 und 1804 nahm Rahbek den damals zehnjährigen Johan Ludvig Heiberg auf, dessen Eltern in Scheidung lebten. 1804 freundete sie sich mit dem Bischof Jakob Peter Mynster an, mit dem sie eine langjährige Korrespondenz führte. Während der englischen Invasion 1807 musste die Familie Bakkehuset vorübergehend verlassen. Seine Blütezeit als künstlerisch-intellektueller Salon hatte Bakkehuset in den ersten Jahrzehnten des 19. Jahrhunderts. Von 1813 bis 1815 wechselte Rahbek über 300 Briefe mit Christian Molbech, den Erich Christian Werlauff 1812 nach Bakkehuset mitbrachte. Anschließend war Adolph Engelbert Boye ihr wichtigster Briefpartner. In den 1820er Jahren kamen weniger Besucher nach Bakkehuset, wie auch der von 1821 bis 1822 dort lebende Just Mathias Thiele bemerkte. Von 1823 bis 1824 war Poul Martin Møller Gast in Bakkehuset, den Kamma als den „liebsten und ausgezeichnetsten ihrer Söhne“ bezeichnete und mit dem sie Homers Werke auf Griechisch las. Ihre Belesenheit erstreckte sich aber auch über lateinische, italienische, spanische und portugiesische Literatur.
Insgesamt wechselte Rahbek mit hunderten Personen Briefe, unter anderem führte sie von 1806 bis 1812 zusammen mit ihrer Schwester Christiane eine Hundeposten genannte humorvolle Korrespondenz mit deren Ehemann Adam Oehlenschläger.
1828 wurde sie aufgrund einer Krankheit bettlägerig. Im folgenden Jahr starb sie in Bakkehuset und wurde im älteren Friedhof von Frederiksberg begraben.

## Rezeption
Eine kurze Gasse, die an Rahbeks Allé anschließt, wurde 1919 nach ihr Kammasvej („Kammas Weg“) benannt. Ein Gedenkstein bei ihrem Wohnsitz Bakkehuset erinnert an K. L. Rahbek og hans elskelige hustru („K. L. Rahbek und seine liebenswerte Ehefrau“).
In dem dänischen Film Jeg har elsket og levet von 1940 wird Rahbek von Karen Lykkehus gespielt.
Ihre Silhouette fand Verwendung in dem Logo des Wikipedia-Projekts Women in Red.

## Editionen ihrer Briefe
- Hans Kyrre und Vilhelm Maar (Hrsg.): Kamma Rahbek – O.H. Mynster. En brevsamling. Strube, Kopenhagen 1973.
- Kirsten Dreyer (Hrsg.): Kamma Rahbeks brevveksling med Chr. Molbech. Museum Tusculanum, Kopenhagen 1994, ISBN 87-7289-245-5 (dänisch, eingeschränkte Vorschau in der Google-Buchsuche – 3 Bände).
- Kirsten Dreyer (Hrsg.): Alle blomsters kærlige veninde. Kamma Rahbek og hendes botaniske vennekreds. Det Kongelige Bibliotek, Kopenhagen 2013, ISBN 978-87-7023-122-0 (dänisch).